# Kotlas
Kotlas (ryska Котлас) är en stad i länet Archangelsk oblast i Ryssland. Den ligger vid sammanflödet av floderna Norra Dvina och Vytjegda. Folkmängden uppgår till cirka 60 000 invånare, vilket gör Kotlas till länets tredje största stad, efter Archangelsk och Severodvinsk.
Kotlas är beläget längs järnvägen mellan Kirov och Vorkuta. Här har funnits en flodhamn som var viktig för omlastningen av säd och trävaror. Kotlas har haft skeppsvarv och sågverk.

## Övrigt
Staden har gett upphov till namnet på ett utdött släkte av Reptiliomorpha, Kotlassia, som levde under perm. Fossil har hittats i närbelägna byn Novinki.